# Glenfinnan
Glenfinnan är en by i Highland i Skottland. Byn är belägen 21 km 
väst om Fort William vid sjön Loch Shiels norra strand. Orten har 123 invånare (2011).
I Glenfinnan inledde 1745, enligt traditionen, den skotske tronpretendenten Karl Edvard Stuart ("Bonnie Prince Charlie") och jakobiterna sitt uppror mot England. Till minne av detta restes 1814 det 18 meter höga Glenfinnanmonumentet. Byn är även känd för den 381 meter långa järnvägsviadukten som uppfördes 1897–1901. Viadukten förekommer i flera filmer om Harry Potter. 

## Bilder

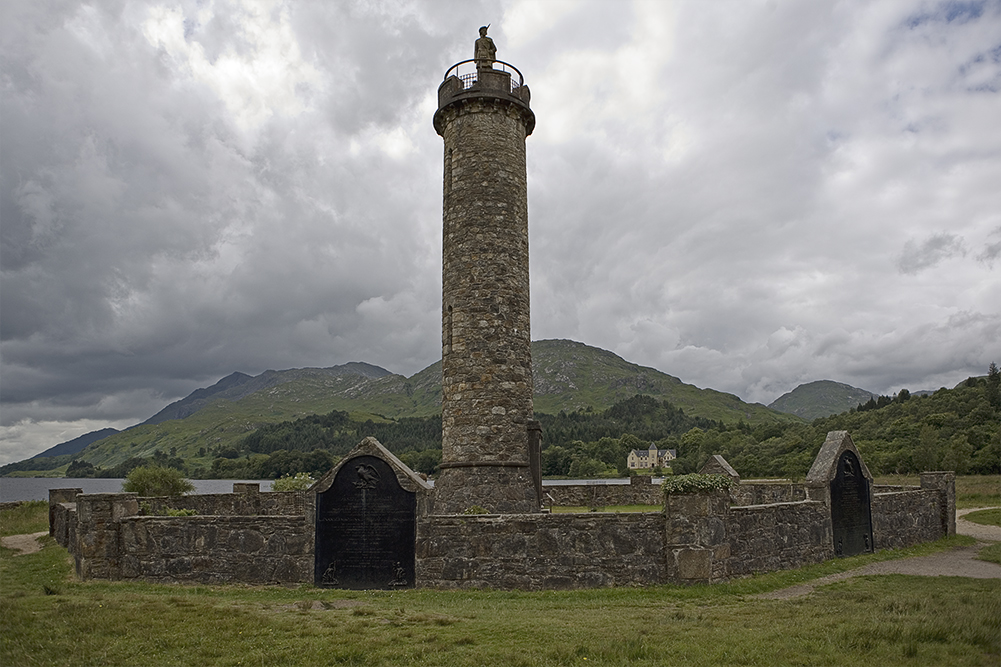
Glenfinnanmonumentet.